# Baronía de Eroles

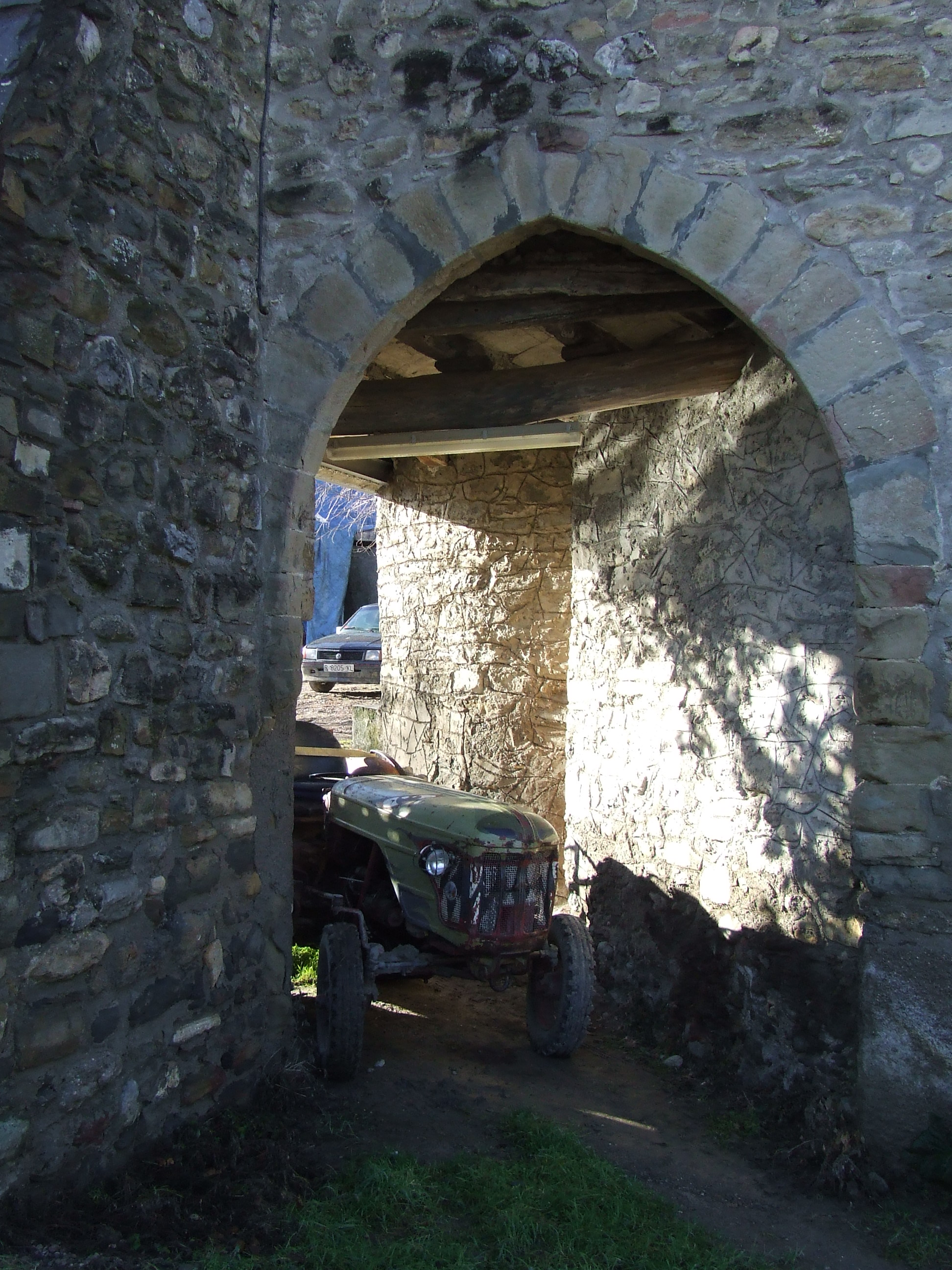
Castillo de Eroles.

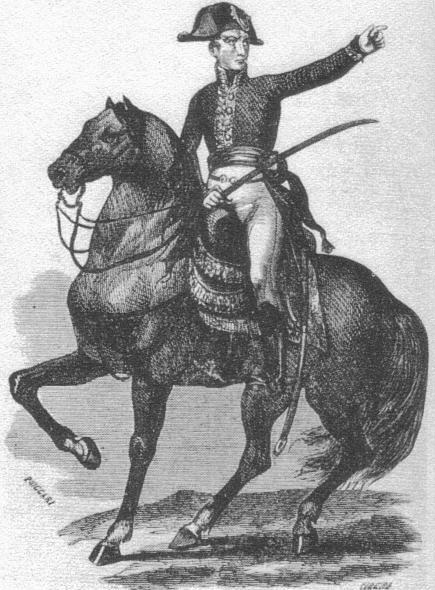
Joaquín Ibáñez-Cuevas y Valonga, barón de Eroles y IV marqués de la Cañada Ibáñez.

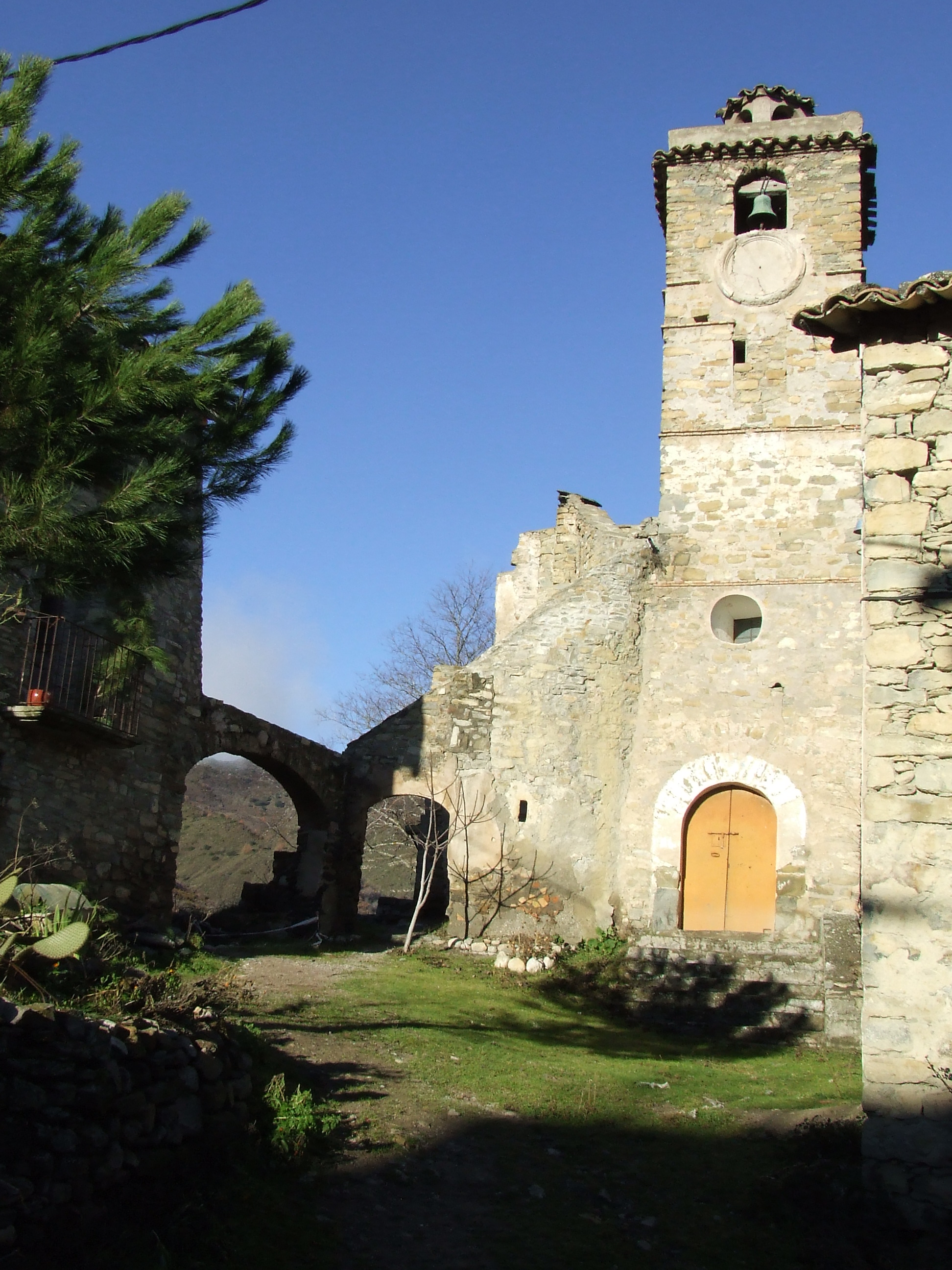
Iglesia de Santa María de Eroles.

La baronía de Eroles es una baronía histórica catalana, la más antigua de ellas, reconocida el año 1061 por el conde Ramón IV de Pallars Jussá (Marca Hispánica) a favor de Dou de Eroles, quien ejerció jurisdicción sobre el Castillo de Eroles y su Alou.
El título fue revalidado -que no creado- el 19 de abril de 1761 por el rey Carlos III de España, a favor de María Josefa de Borrell y de Copons, heredera de la baronía histórica, quien ya era baronesa desde 1711, tras el fallecimiento de su padre José de Borrell y de Subirá, barón de Eroles.
Su denominación hace referencia al Castillo de Eroles, en el pueblo de Eroles, actualmente situado dentro del término municipal de Tremp, en la comarca del Pallars Jussá, provincia de Lérida, en el Principado Cataluña, Reino de España.

## Baronía histórica catalana
El Castillo de Eroles se cita por primera vez en un documento del 893, para indicar dónde se ubicaba un viñedo cuya venta era el objeto del documento. En 1055 y 1056, el castillo se cita como límite dentro de los términos de los castillos de Llimiana y Mur. El Alou de Eroles fue donado por la vizcondesa Sança, esposa del vizconde Guillermo I de Urgel, según su testamento, al archilevita Traver bajo la sujeción de Santa María de la Seo de Urgel; a la muerte del citado Traver, el alou de Eroles debía quedar en manos de la canonjía de la Seo de Urgel.
Los Eroles comenzaron a usar el título de barón en 1061, cuando Dou y su hermano Oliver de Eroles pusieron el castillo y el lugar bajo la protección del conde Ramón IV de Pallars Jussá (Marca Hispánica), durante el reinado del rey Felipe I de Francia, de la Dinastía de los Capetos. Por tanto, la Baronía de Eroles es la más antigua del Principado de Cataluña. La existencia de la baronía la encontramos en un pergamino del Archivo de la Corona de Aragón (Pergamino nº 22 del conde Ramón Berenguer I), escrito durante el reinado de Felipe I de Francia, que fue incluido en el folio 78 del famoso Liber Faudorum Maior de la Casa de Aragón, recopilado por el canónigo de Barcelona, Ramón de Caldes, entre el 1161 y el 1189 por orden del conde-rey Alfonso I el Casto.
Los Eroles se convirtieron en señores de Eroles y de Montllobar por convenio con los condes de Pallars Jussá. En 1149 se firmaron los acuerdos entre Roger de Eroles y Arnau Mir y su esposa, Oria. Entre 1365 y 1381, en los impuestos (fogatges) de aquellos años, aún consta Dalmau de Eroles como señor de Eroles y Simón de Eroles como señor de Montllobar. Así mismo, en 1392 el rey de Aragón aún poseía 8 fuegos, que vendió aquel año a Ramón Roger de Eroles. 
En 1404, la jurisdicción del castillo de Eroles fue incorporada a la Corona de Aragón, junto con la de Montllobar y San Adrián. La Baronía pasó, después del 1500, a los linajes de los Queralt, Vilanova, Borrell, Ibáñez-Cuevas y a los Oriola-Cortada, actuales titulares de la Baronía.

## El barón de Eroles delsigloXIX
En el siglo XIX, destacó  Joaquín Ibáñez Cuevas y de Valonga (Talarn, Lérida, 1784 - Daimiel, Ciudad Real, 22 de agosto de 1825), más conocido por su título de barón de Eroles.  Utilizaba el lema «perseguidos, mas no vencidos».
Fue veterano de la resistencia contra los franceses en la Guerra de la Independencia Española, organizando la resistencia en la zona de Talarn y alrededores y financiando un batallón de 1600 hombres. Cayó prisionero tras combates en Gerona pero se escapó y reincorporó en la lucha en Cataluña, participando en la toma de Cervera, Lérida, Peñíscola, Mequinenza y Monzón.
Tras ella destacó en el sector político absolutista tras la vuelta al trono de Fernando VII. Tras el éxito del pronunciamiento militar de Cabezas de San Juan, con el que los liberales, liderados por Rafael de Riego, tomaron el poder, participó en las partidas realistas que, en las zonas rurales perjudicadas por las reformas económicas, reclamaban la vuelta al Antiguo Régimen. Fue uno de los miembros de la Regencia de Urgel e instigó la intervención de la Santa Alianza, que mediante los Cien Mil Hijos de San Luis, repondría el poder absoluto del rey. Fue posteriormente Capitán General de Cataluña. 
Falleció a su paso por la localidad manchega de Daimiel, a su regreso de los baños de la Fuensanta. Fue enterrado en el coro bajo de la iglesia parroquial de Santa María la Mayor de esta localidad.

## Barones de Eroles
| | Titular | Periodo |
| Reconocimiento por el conde Ramón IV de Pallars Jussá, Marca Hispánica, en tiempos del rey Felipe I de Francia (Dinastía de los Capetos). | Reconocimiento por el conde Ramón IV de Pallars Jussá, Marca Hispánica, en tiempos del rey Felipe I de Francia (Dinastía de los Capetos).                                            | Reconocimiento por el conde Ramón IV de Pallars Jussá, Marca Hispánica, en tiempos del rey Felipe I de Francia (Dinastía de los Capetos). |
| --- | --- | --- |
| | Dod / Dou de Eroles | 1061-1099 |
| | Roger de Eroles | siglo XII |
| | Dalmau de Eroles | siglo XIV |
| | Simón de Eroles | siglo XIV |
| | Roger Ramón de Eroles | Siglos XIV-XV |
| | Onofre de Eroles | siglo XV |
| | Simón de Eroles | Siglos XV-XVI |
| | Marciana de Eroles y Copons | ?-1585 |
| | Luis de Queralt y Eroles | 1585-1615 |
| | Jerónima de Queralt y Eroles | 1615-1633 |
| | Amadeo de Vilanova y Queralt | 1633-1645 |
| | María de Vilanova y Gori | 1645-1679 |
| | Amadeo de Borell y Vilanova | 1679-1700 |
| | José de Borrell y Subirá | 1700-1711 |
| Revalidación por el rey Carlos III de España en 1761                                                                                      | | |
| | María Josefa de Borrell y Copons Casó en 1730 con Pedro Ibáñez-Cuevas. Le sucede su hijo:                                                                                            | 1711-? |
| | José Ibáñez-Cuevas y Borrell (1735-1794) Casó en 1778 con Mariana Valonga. Le sucedió su hijo:                                                                                       | ?-1794 |
| | Joaquín Ibañez-Cuevas y Valonga (1784-1825), III marqués de la Cañada Ibáñez Casó en 1820 en Madrid con Luisa Escrivá de Romaní y Taberner. Le sucedió su hijo:                      | 1794-1825 |
| | Luis Ibáñez-Cuevas y Escrivá de Romaní (1821-1902), IV marqués de la Cañada Ibáñez Casó en 1858 en Madrid con Zenaida Montserrat Marcos. Le sucedió su hijo:                         | 1825-1902 |
| | Joaquín Ibáñez-Cuevas y Monserrat. Sin descendencia. Le sucedió: | 1902-1941 |
| | Luis de Oriola-Cortada y Renom (†1942), V conde del Valle de Marlés Sin descendencia. Le sucedió su hermano:                                                                         | 1941-1942 |
| | Alfonso de Oriola-Cortada y Renom (†1950), VI conde del Valle de Marlés Casó con Ana Guitart y Salvadó. Le sucedió su hijo:                                                          | 1942-1950 |
| | Antonio de Oriola-Cortada y Guitart (†1985), VII conde del Valle de Marlés, V marqués de la Cañada Ibáñez Casó en 1960 con María del Pilar de Salvadores Ortoll. Le sucedió su hijo: | 1950-1985 |
| | Alfonso de Oriola-Cortada y Salvadores (n.1961), VIII conde del Valle de Marlés | 1986-actualidad |